# Enceladus Life Signatures and Habitability

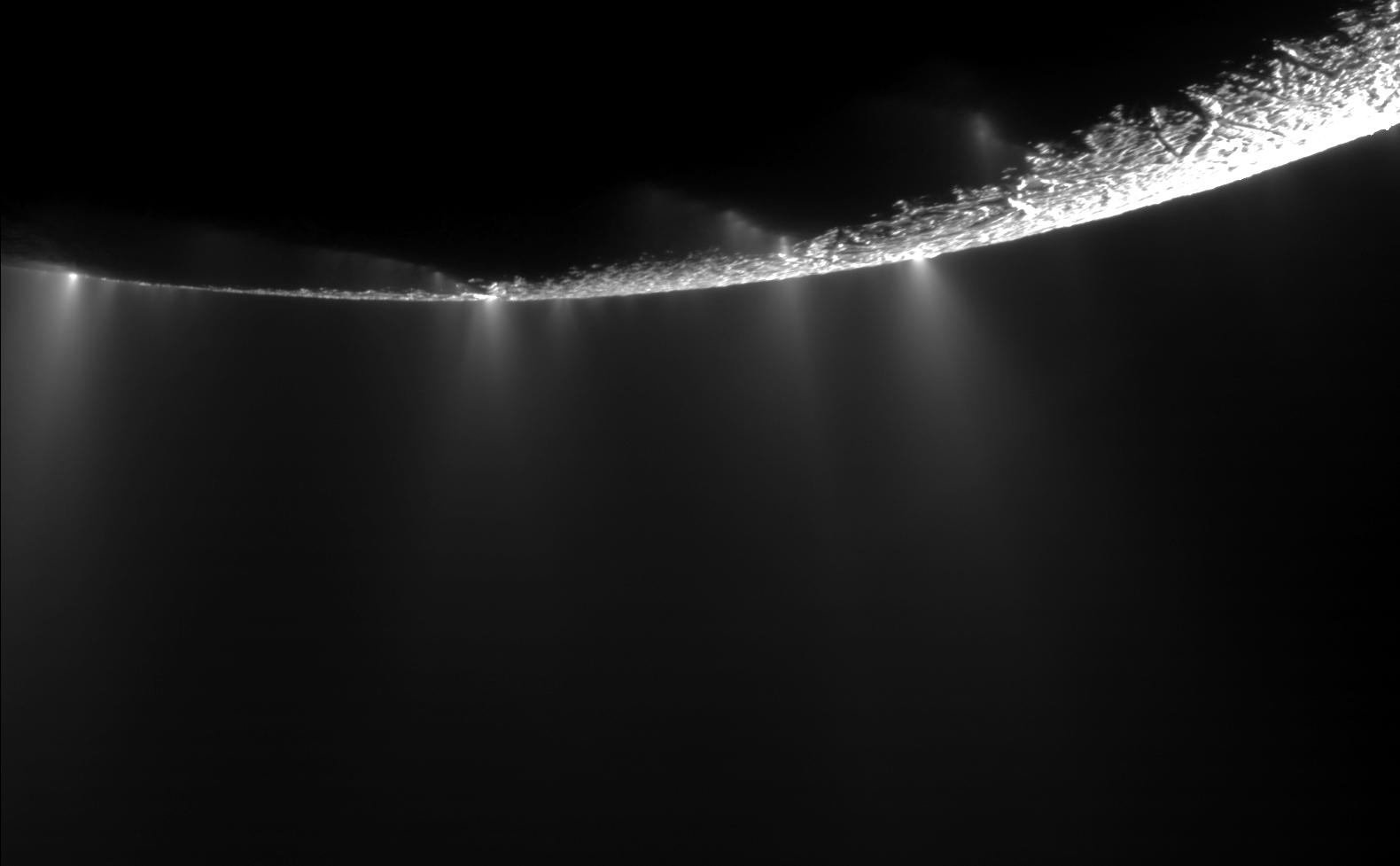
Pôle sud d'Encelade où des geysers pulvérisent de la glace d'eau le long des rayures de tigre.

Enceladus Life Signatures and Habitability (ELSAH) est un concept de mission d'exobiologie proposée en 2017 dans le cadre du programme New Frontiers de la NASA. Elle consiste à envoyer une sonde spatiale vers Encelade afin d'y rechercher des biosignatures et évaluer son habitabilité,. Le chercheur principal est Christopher McKay (en), un astrobiologiste au Ames Research Center et le centre de gestion de la NASA est Goddard Space Flight Center. Aucun détail de la mission n'est cependant rendu public. 
Les deux finalistes, annoncés le 20 décembre 2017, sont Dragonfly vers Titan et CAESAR, une mission de retour d'échantillons de la comète 67P / Churyumov – Gerasimenko.
Bien que ELSAH n'ait pas été sélectionné dans ce tour de New Frontiers, il reçoit des fonds de développement technologique pour le préparer à de futurs concours de mission. Les fonds sont destinés à développer des techniques qui limitent la contamination des engins spatiaux et permettent ainsi des mesures de détection de la vie sur des missions à coût limité. 